# Neeraj Kumar
Neeraj Kumar (* 17. September 1990) ist ein indischer Leichtathlet, der sich auf den Hammerwurf spezialisiert hat.

## Sportliche Laufbahn
Erste internationale Erfahrungen sammelte Neeraj Kumar im Jahr 2016, als er bei den Südasienspielen in Guwahati mit einer Weite von 66,14 m die Goldmedaille gewann. Im Jahr darauf belegte er bei den Asienmeisterschaften in Bhubaneswar mit 63,26 m den neunten Platz.
2015 wurde Kumar indischer Meister im Hammerwurf.